# 中国通商银行宁波分行旧址
29°52′38″N 121°33′24″E / 29.877359°N 121.556717°E
中国通商银行宁波分行旧址是中国浙江省宁波市一处建于1930年的西式建筑，位于江北区外马路29号，曾为中国通商银行在宁波设立的分行所在地。建筑西部为三层楼房，东部分为南、中、北三部分，南北为三层，中间为五层。正门为宝塔形挂面，外贴黑色大理石。2017年，中国通商银行宁波分行旧址成为浙江省文物保护单位。